# 新川めぐみ
新川 めぐみ（しんかわ めぐみ、1984年7月12日 - ）は、日本の演歌歌手。東京都出身。所属事務所はオフィスM。所属レコード会社は日本クラウン。

## 略歴・人物
- 幼少期からデビューするまで歌謡コンテスト等でグランプリ他各受賞を重ねる。
- 1987年（3歳） - 「赤羽馬鹿祭り」特別賞受賞。
- 1989年（5歳） - ちびっ子スターコンテスト」グランプリ受賞。
- 1992年（8歳） - TBS「街かどテレビ」優勝。
- 1993年（9歳） - NHKBS「歌のなる木 カラオケ勝ち抜き戦」チャンピオン。
- 1994年（10歳） - テレビ東京「全日本ちびっこ歌まね大賞」歌唱賞受賞
  - BSフジ「カラオケ富士の湯グランドチャンピオン大会」準優勝。
- 2000年（16歳） - 日本テレビ「ルックルックこんにちは　女子高生大会」A賞受賞。
- 2004年（20歳） - 「第25回MCコンテスト」グランプリ受賞。
- 2005年（21歳） - 第一興商主催「全日本カラオケグランプリ2005」関東地区代表。
- 2006年 - ちあき まみとして『ふられちゃったよ』（バップレコード）より歌手デビュー。
- 2007年 - ファーストコンサート「ちあきまみ　ふるさとコンサート」。
  - 神奈川県伊勢佐木署一日署長拝命
  - デビュー１周年コンサート開催
- 2008年 - （社）日本歌手協会　平成19年度新人奨励賞受賞
  - （社）日本作曲家協会　第1回音楽祭奨励賞受賞
- 2010年 - 双葉社「週刊大衆」（5月31日号）表紙モデルを飾る
- 2011年 - 日本クラウンに移籍、秋吉真実として第1弾『流氷夜噺し』発売。
- 2012年 - 秋吉真実ファーストコンサート「平成の名曲を歌う」。
- 2013年 - 双葉社「週刊大衆」(3月18日号)　美女トーク。
  - 「秋吉真実コンサート名曲を歌う！」開催。
- 2014年 - 「秋吉真実コンサート愛された名曲と私の名曲」開催。
- 2017年 - 新川めぐみに改名し「待ちわびて」を発売。

## ディスコグラフィ

### シングル
- ちあきまみ名義（バップ）

| # | 発売日          | 曲順 | タイトル                  | 作詞       | 作曲     | 編曲       | 規格品番   |
| - | --------------- | ---- | ------------------------- | ---------- | -------- | ---------- | ---------- |
| 1 | 2006年 8月23日  | 01   | ふられちゃったよ          | 建石一     | 杉本眞人 | 千代正行   | VPCA-82979 |
| 1 | 2006年 8月23日  | 02   | この愛に出逢って          | 建石一     | 杉本眞人 | 千代正行   | VPCA-82979 |
| 2 | 2006年 12月21日 | 01   | 波                        | 坂口照幸   | 岡宏     | 伊戸のりお | VPCA-82988 |
| 2 | 2006年 12月21日 | 02   | 心のあかり                | 坂口照幸   | 麻未敬周 | 伊戸のりお | VPCA-82988 |
| 3 | 2007年 8月22日  | 01   | 雪女の初恋                | 田久保真見 | 岡宏     | 伊戸のりお | VPCA-82507 |
| 3 | 2007年 8月22日  | 02   | ふたりの港町              | 吉岡治     | 岡宏     | 前田俊明   | VPCA-82507 |
| 4 | 2009年 2月25日  | 01   | おんなの契り              | 田久保真見 | 弦哲也   | 伊戸のりお | VPCA-82535 |
| 4 | 2009年 2月25日  | 02   | 雪女の初恋                | 田久保真見 | 岡宏     | 伊戸のりお | VPCA-82535 |
| 5 | 2010年 4月21日  | 01   | 愛染ほたる (春バージョン) | 田久保真見 | 弦哲也   | 伊戸のりお | VPCA-82555 |
| 5 | 2010年 4月21日  | 02   | 愛染ほたる (秋バージョン) | 田久保真見 | 弦哲也   | 伊戸のりお | VPCA-82555 |

- 秋吉真実名義（1・2：日本クラウン、3：テイチク）

| # | 発売日          | 曲順 | タイトル                               | 作詞         | 作曲     | 編曲       | 規格品番   |
| - | --------------- | ---- | -------------------------------------- | ------------ | -------- | ---------- | ---------- |
| 1 | 2011年 9月7日   | 01   | 流氷夜噺し                             | 鈴木宗敏     | 杉本眞人 | 川村栄二   | CRCN-1563  |
| 1 | 2011年 9月7日   | 02   | 恋残月                                 | 鈴木宗敏     | 杉本眞人 | 丸山雅仁   | CRCN-1563  |
| 2 | 2013年 3月6日   | 01   | 泣いて十年 笑って十年                  | 岡宏         | 弦哲也   | 伊戸のりお | CRCN-1686  |
| 2 | 2013年 3月6日   | 02   | 母さんの背中                           | 岡宏         | 弦哲也   | 伊戸のりお | CRCN-1686  |
| 2 | 2013年 3月6日   | 03   | 泣いて十年 笑って十年 (デュエットVer.) | 岡宏         | 弦哲也   | 伊戸のりお | CRCN-1686  |
| 3 | 2014年 11月19日 | 01   | 風流・江戸の月                         | さくらちさと | ジパング | 桜庭伸幸   | TECA-12564 |
| 3 | 2014年 11月19日 | 02   | からくり芝居                           | さくらちさと | ジパング | 桜庭伸幸   | TECA-12564 |

- 新川めぐみ名義（日本クラウン）

| # | 発売日         | 曲順 | タイトル     | 作詞         | 作曲       | 編曲     | オリコン 最高順位 | 規格品番  |
| - | -------------- | ---- | ------------ | ------------ | ---------- | -------- | ----------------- | --------- |
| 1 | 2017年 5月24日 | 01   | 待ちわびて   | 白鳥園枝     | 津軽けんじ | 南郷達也 | -                 | CRCN-8060 |
| 1 | 2017年 5月24日 | 02   | 夢見るグラス | 白鳥園枝     | 津軽けんじ | 南郷達也 | -                 | CRCN-8060 |
| 2 | 2018年 4月4日  | 01   | 夕陽川       | 白鳥園枝     | 津軽けんじ | 南郷達也 | 36位              | CRCN-8137 |
| 2 | 2018年 4月4日  | 02   | 雪の幻想曲   | 白鳥園枝     | 津軽けんじ | 南郷達也 | 36位              | CRCN-8137 |
| 3 | 2019年 5月15日 | 01   | 三陸海岸     | 万城たかし   | 徳久広司   | 石倉重信 | 49位              | CRCN-8248 |
| 3 | 2019年 5月15日 | 02   | 愛の機織り   | 白鳥園枝     | 津軽けんじ | 石倉重信 | 49位              | CRCN-8248 |
| 4 | 2021年 6月2日  | 01   | さくら貝海岸 | さくらちさと | 大谷明裕   | 石倉重信 | 47位              | CRCN-8408 |
| 4 | 2021年 6月2日  | 02   | 夜の海峡     | 冬弓ちひろ   | 大谷明裕   | 石倉重信 | 47位              | CRCN-8408 |
| 5 | 2024年 5月8日  | 01   | 哀しい口紅   | さくらちさと | 弦哲也     | 矢野立美 | -                 | CRCN-8658 |
| 5 | 2024年 5月8日  | 02   | 銀座舟歌     | 冬弓ちひろ   | 大谷明裕   | 石倉重信 | -                 | CRCN-8658 |

## 出演

### テレビ
- 洋子の演歌一直線（テレビ東京）
- カラオケ1ばん（テレビ埼玉）
- 歌謡プレミアム（BS日テレ）
- サブちゃんと歌仲間（BSテレ東）
- 歌謡最前線（千葉テレビ）

### ラジオ
- めざまし歌謡曲（山形放送）
- 夏木ゆたかのホッと歌謡曲（ラジオ日本）
- 水森英夫のチップイン歌謡曲（火曜会）

## 受賞
- 日本歌手協会平成19年度新人奨励賞受賞
- 日本作曲家協会第一回音楽祭奨励賞受賞